# Steatoda maura
Steatoda maura là một loài nhện trong họ Theridiidae.
Loài này thuộc chi Steatoda. Steatoda maura được Eugène Simon miêu tả năm 1909.